# Gran galà dello Zecchino d'Oro
Il Gran galà dello Zecchino d'Oro si svolse il 21 dicembre 2007 per celebrare la cinquantesima edizione dello Zecchino d'Oro. Era andato in onda su Rai 1 con la conduzione di Pupo e la regia di Roberto Croce.
Durante il programma sono state cantate alcune delle canzoni più famose dello Zecchino d'Oro interpretate da vari personaggi dello spettacolo accompagnati dal Piccolo Coro "Mariele Ventre" dell'Antoniano di Bologna. Al termine, sommando il televoto e i voti dati dagli interpreti stessi, è stata decretata una canzone vincitrice, indicata come la più bella canzone delle cinquanta edizioni dello Zecchino d'Oro. I proventi derivati dal televoto sono stati utilizzati per il Fiore della solidarietà proposto quell'anno al 50º Zecchino d'Oro.

## Classifica
1. Lettera a Pinocchio (Mario Panzeri), interpretata da Johnny Dorelli, tratta dalla 1ª edizione dello Zecchino d'Oro
2. Lo scriverò nel vento (Giovanni Gotti), interpretata da Luisa Corna, tratta dalla 49ª edizione dello Zecchino d'Oro
3. Quarantaquattro gatti (Giuseppe Casarini), interpretata da Cino Tortorella, tratta dalla 10ª edizione dello Zecchino d'Oro

## Altre canzoni in gara
- Per un amico (Claudio Farina, Marco Iardella), interpretata da Aleandro Baldi, tratta dalla 45ª edizione     dello Zecchino d'Oro
- Lo stelliere (Edoardo Bennato, Gino Magurno, Ornella Della Libera), interpretata da Bobby Solo, tratta dalla 45ª edizione dello Zecchino d'Oro
- Le tagliatelle di nonna Pina (Gian Marco Gualandi), interpretata da Orietta Berti, tratta dalla 46ª edizione dello Zecchino d'Oro
- Popoff (Anna Benassi/Paolo Gualdi, Mario Pagano), interpretata da Enrico Ruggeri, tratta dalla 9ª edizione dello Zecchino d'Oro
- Il valzer del moscerino (Laura Zanin/Adriano Della Giustina), interpretata da Cristina D'Avena, tratta dalla 10ª edizione dello Zecchino d'Oro
- Il Torero Camomillo (Franco Maresca/Mario Pagano), interpretata da Gabriele Cirilli, tratta dalla 10ª edizione dello Zecchino d'Oro
- Il coccodrillo come fa? (Oscar Avogadro/Pino Massara), interpretata da Nino Frassica, tratta dalla 36ª edizione dello Zecchino d'Oro
- Il Katalicammello (Fagit, Gianfranco Grottoli, Andrea Vaschetti), interpretata da Andrea Lucchetta, tratta dalla 40ª edizione dello Zecchino d'Oro
- Goccia dopo goccia (Emilio Di Stefano/Franco Fasano), interpretata da Franco Fasano[1], tratta dalla 37ª edizione dello Zecchino d'Oro
- Volevo un gatto nero (Franco Maresca, Armando Soricillo/Mario Pagano), interpretata da Massimo Giletti, tratta dalla 11ª edizione dello Zecchino d'Oro
- Ninna nanna del chicco di caffè (Franca Evangelisti/Mario Pagano), interpretata da Lorena Bianchetti, tratta dalla 12ª edizione dello Zecchino d'Oro
- Cane e gatto (Francesco Rinaldi), interpretata da Angelo Branduardi e I Manekà, tratta dalla 31ª edizione dello Zecchino d'Oro

## Canzoni fuori gara
- Il conduttore Pupo ha cantato Canzone amica, di cui è l'autore insieme a Franco Zulian, vincitrice del 30º Zecchino d'Oro. Nel 1987 non aveva ritirato lo Zecchino d'Oro come autore in quanto non era presente per problemi di salute. Il premio gli è stato quindi simbolicamente consegnato da Cino Tortorella durante la trasmissione, con vent'anni di ritardo.
- Il Piccolo Coro dell'Antoniano, oltre ad accompagnare tutti i cantanti, ha interpretato la canzone Il sole verrà di Sandro Tuminelli e Augusto Martelli (vincitrice del 38º Zecchino d'Oro), per celebrare il riconoscimento dello Zecchino d'Oro come "Patrimonio per una cultura di pace" da parte dell'UNESCO, prima trasmissione televisiva a ricevere un simile riconoscimento[2].
- Enrico Ruggeri ha interpretato una versione rock di White christmas per pubblicizzare l'album Il regalo di Natale in cui è contenuta la canzone.

## Ascolti
| Messa in onda    | Ascolti   | Share  |
| ---------------- | --------- | ------ |
| 21 dicembre 2007 | 4.988.000 | 21,9 % |

## Partecipanti
- Inizialmente era prevista la partecipazione di Pippo Baudo che avrebbe dovuto cantare Quarantaquattro gatti, che tuttavia non ha poi preso parte alla trasmissione[4].
- Lorena Bianchetti è l'unica che ha cantato in playback, tuttavia il coro che l'accompagna canta dal vivo.
- Cristina D'Avena ha cantato la stessa canzone che aveva presentato da bambina allo Zecchino d'Oro.
- Durante la serata sono intervenuti in veste di ospite il Mago Silvan, e Oreste Castagna.
- Topo Gigio era previsto per apparire durante la trasmissione ma alla fine non vi fu presente,